# Relations entre Israël et le Japon
Les relations entre Israël et le Japon ont commencé le 15 mai 1952 quand le Japon a reconnu Israël et qu'une légation israélienne s'est ouverte à Tokyo. En 1954, l'ambassadeur japonais en Turquie a assumé le rôle additionnel de ministre en Israël. En 1955, une légation japonaise avec un ministère plénipotentiaire s'est ouverte à Tel-Aviv. En 1963, les relations sont passées au niveau des ambassades, et le sont restées depuis. Les relations commerciales du Japon avec les nations arabes et l'Iran ont la priorité sur celles avec Israël.

## Années 1920
En 1922, Norihiro Yasue et Koreshige Inuzuka, officiers du bureau consultatif des affaires juives de la Marine impériale japonaise, sont retournés à leur service militaire en Sibérie pour aider les Russes blancs contre l'Armée rouge. Ils sont devenus particulièrement intéressés par les affaires juives après avoir étudié les Protocoles des Sages de Sion, un texte qui s'avérera être un faux document censé décrire un plan de conquête du monde par les Juifs. Au cours des années 1920, ils ont rédigé beaucoup de rapports sur les Juifs, et ont voyagé en Palestine sous mandat britannique pour rechercher et parler avec les chefs sionistes Chaim Weizmann et David Ben Gourion. Yasue a même traduit les Protocoles en japonais (les différentes éditions de cette traduction font fréquemment partie des best-sellers au Japon). Le duo est parvenu à intéresser au judaïsme le Ministère japonais des Affaires étrangères, ou Gaimusho. Chaque ambassade et consulat japonais a reçu l'ordre de tenir le ministère informé des actions et des mouvements des communautés juives dans leurs pays respectifs.

## Le Plan Fugu
Le plan Fugu était une idée naissant en 1934, dans le Japon impérial, concentré sur l'idée d'installer des milliers, sinon des dizaines de milliers, de réfugiés juifs échappant à l'Europe occupée par les Nazis, en Mandchourie et à Shanghai alors sous occupation japonaise. Le gouvernement impérial voulait profiter de la richesse économique des Juifs tout en convainquant les États-Unis, grâce à la communauté juive américaine, d'accorder ses faveurs et d'investir au Japon. Le plan a été évoqué la première fois en 1934, et décidé en 1938 à la Conférence des Cinq Ministres, mais la signature du pacte tripartite en 1940, avec un certain nombre d'autres événements, a empêché son exécution intégrale.
Le plan était à l'origine une idée d'un petit groupe de fonctionnaires militaires et de membres du gouvernement japonais menés par le capitaine Koreshige Inuzuka (犬塚惟重) et le colonel Norihiro Yasue (安江仙弘) qui sont devenus réputés pour être des « experts juifs » avec l'industriel Yoshisuke Aikawa (鮎川義介) et un certain nombre de fonctionnaires de l'armée du Guandong connue sous le nom de « faction mandchou ». Le plan fut nommé d'après le plat japonais "fugu", un poisson-ballon dont le poison, la tétrodotoxine, peut tuer si le plat n'est pas préparé avec une extrême précision. Le plan était naïvement basé sur les préjugés antisémites européens, comme décrits dans la version japonaise des Protocoles des Sages de Sion. Leur fausse image de puissance et de richesse des Juifs était due partiellement à leur expérience avec Jacob Schiff, un banquier juif américain qui, trente ans plus tôt, prêtait de l'argent au gouvernement japonais, ce qui lui a même permis de gagner la guerre russo-japonaise en 1905[réf. nécessaire].
Les « experts juifs » ont joint leurs forces, dans une certaine mesure, avec la « faction mandchou » et les fonctionnaires militaires japonais qui souhaitaient pousser l'expansion japonaise en Mandchourie. Cette faction était dirigée par le colonel Seishirō Itagaki (板垣征四郎) et le lieutenant-colonel Kanji Ishiwara (石原莞爾), qui avaient du mal à attirer des colons japonais et des investissements en Mandchourie.
En 1938, les fonctionnaires du gouvernement ont discuté les idées et les plans des « experts juifs » lors de la Conférence des Cinq Ministres.
L'exécution du plan n'a jamais décollé réellement. En 1939, les juifs de Shanghai ont demandé qu'il n'y ait plus de réfugiés juifs envoyés à Shanghai, car leur communauté n'avait plus les capacités de s'en occuper.

## Seconde Guerre mondiale
Le Japon et Israël s'opposent cependant sur un certain nombre de questions historiques controversées relatives à l'Holocauste et à la Seconde Guerre mondiale. En 1939, l'Union soviétique a signé un pacte de non-agression avec l'Allemagne Nazie, rendant le voyage des juifs d'Europe vers le Japon bien plus difficile. Le gouvernement japonais signa le pacte tripartite avec l'Allemagne et l'Italie, éliminant la possibilité d’une quelconque aide officielle pour le plan de Tokyo.
Cependant, Chiune Sugihara, le consul japonais à Kovno en Lituanie, a commencé à fournir, contre les ordres de Tokyo, des visas de passage aux juifs pour partir d'Europe, leur permettant de voyager jusqu'au Japon et d'y rester pendant un temps limité, faisant une halte sur leur chemin vers leur destination définitive, à la colonie néerlandaise de Curaçao, où il n'y avait besoin d'aucun visa d'entrée. Des milliers de juifs ont reçu des visas de passage de sa part, ou par des moyens semblables. Certains ont même copié, à la main, le visa que Sugihara avait écrit. Après le processus épuisant de demande de visa de sortie du gouvernement soviétique, on permettait à beaucoup de juifs de traverser la Russie avec le chemin de fer transsibérien, prenant un bateau de Vladivostok à Tsuruga, pour être par la suite accueillis à Kobé au Japon.

### Plans d'installation
Les plans permettant à des colons de s'installer, de 18 000 à 600 000 selon le montant du financement et le nombre de colons fournis par les communautés juives du monde entier. Il a été convenu, par tous les planificateurs, que les colons juifs auraient une liberté de religion totale, et une autonomie culturelle et éducative. Tandis que les Japonais se méfiaient de donner trop de liberté aux juifs mais ils estimaient que cette liberté serait nécessaire pour maintenir leur faveur, et leurs compétences économiques. Les fonctionnaires invités à approuver le plan ont insisté sur le fait que, si les installations devaient paraître autonomes, un contrôle était nécessaire, camouflé, pour garder les juifs sous étroite surveillance et sous contrôle. Ils craignaient que les juifs ne fassent main basse sur les éléments du gouvernement japonais traditionnel et ceux de l'économie, d'après les descriptions fournies dans les Protocoles des Sages de Sion, « comme les juifs l'avaient fait dans beaucoup d'autres pays. »

### Impact
Environ mille juifs ont été sauvés d'une mort presque certaine en Europe nazie par ces politiques pro-juives provisoires du Japon, et Chiune Sugihara (杉原千畝) s'est vu décerner le titre de Juste parmi les nations par le gouvernement israélien en 1985. De plus, la Mir Yechiva, un des plus grands centres d'études rabbiniques d'aujourd'hui, est la seule Yechiva européenne qui ait survécu à l'holocauste, grâce à ces événements.

## Après les années 1950
En 1993, les deux pays ont signé la « convention entre le Japon et l'Etat d'Israël tendant à éviter les doubles impositions et à prévenir l'évasion fiscale en matière des impôts sur le revenu. » En 2000, les deux nations ont signé l' « accord entre le gouvernement du Japon et le gouvernement de l'Etat d'Israël pour les services aériens. » Il y avait 708 ressortissants japonais en Israël en octobre 1999 et 604 ressortissants israéliens au Japon en décembre 1998.
Le gouvernement japonais a nommé Yoshinori Katori, attaché de presse au ministère des Affaires étrangères, comme ambassadeur en Israël le 1er août 2006. Katori a précédemment servi de ministre en Corée du Sud et de directeur général du bureau consulaire d'affaires avant d'assumer le poste courant août 2005. En septembre 2008, Katori termina son poste en Israël et fut remplacé par l'ambassadeur Haruhisa Takeuchi le 1er décembre 2008.
En juillet 2006, le Japon a annoncé un plan pour le « couloir de la paix pour la paix et la prospérité, » qui serait fondé sur le développement économique et l'effort commun entre Israéliens et Palestiniens, plutôt que sur le contentieux continu du territoire. Shimon Peres a accordé beaucoup d'attention à ce projet pendant sa participation à une conférence internationale à New York en septembre 2006 qui était organisée par l'ancien Président des États-Unis Bill Clinton.
En juillet 2008, le gouvernement japonais a réitéré son soutien au plan lors des entretiens entre Israéliens et Palestiniens, et a invité les deux côtés à continuer de travailler vers l'accomplissement du plan. Le Japon a également annoncé son soutien au projet de parc agro-industriel près de Jéricho, et il espère que le chantier commencera d'ici 2009.

## Économie
Jusqu'aux années 1990, le Japon était le pays développé qui approuvait le plus les demandes arabes de boycott d'Israël. En conséquence, les relations économiques ont été très limitées pendant la majeure partie de l'histoire d'Israël.
Les exportations d'Israël vers le Japon, consistant principalement en diamants polis, produits chimiques, machines, appareillage électrique et agrumes, ont une valeur de 810 millions $ US. Les exportations du Japon vers Israël, consistant principalement en automobiles, machines, appareillage électrique et produits chimiques, ont une valeur de 1,3 milliard $ US.

## Visites
| Année | Au Japon | En Israël                                                                        |
| ----- | --- | -------------------------------------------------------------------------------- |
| 1985  | | Ministre des Affaires Étrangères Yitzhak Shamir                                  |
| 1988  | Ministre des Affaires Étrangères Sōsuke Uno |                                                                                  |
| 1989  | | Président Chaim Herzog, Ministre des Affaires Étrangères Moshe Arens             |
| 1990  | | Président Chaim Herzog                                                           |
| 1991  | Ministre des Affaires Étrangères Tarō Nakayama |                                                                                  |
| 1992  | | Ministre des Affaires Étrangères Shimon Peres                                    |
| 1994  | Ministre des Affaires Étrangères Koji Kakizawa, Envoyé Spécial Kabun Muto | Premier Ministre Yitzhak Rabin                                                   |
| 1995  | Premier Ministre Tomiichi Murayama, Ministre des Affaires Étrangères et Envoyé Spécial Yōhei Kōno                                                                               |                                                                                  |
| 1996  | Ministre des Affaires Étrangères Yukihiko Ikeda |                                                                                  |
| 1997  | | Ministre des Affaires Étrangères David Levy, Premier Ministre Benjamin Netanyahu |
| 1999  | Ministre des Affaires Étrangères Masahiko Kōmura, Secrétaire d'État aux Affaires Étrangères Nobutaka Machimura, Secrétaire d'État Principal aux Affaires Étrangères Shozo Azuma | Vice-Ministre des Affaires Étrangères Nawaf Massalha                             |
| 2002  | Ministre des Affaires Étrangères Yoriko Kawaguchi |                                                                                  |
| 2003  | Ministre des Affaires Étrangères Yoriko Kawaguchi |                                                                                  |
| 2005  | Ministre des Affaires Étrangères Nobutaka Machimura |                                                                                  |
| 2006  | Premier Ministre Jun'ichiro Koizumi |                                                                                  |
| 2008  | | Premier Ministre Ehud Olmert                                                     |

## Citations
- "Israël et le Japon sont situés aux extrémités opposées de l'Asie, mais c'est un fait qui les lie ensemble plutôt qu'il ne les sépare.  Le vaste continent asiatique est leur trait d'union, et la conscience de leur destin asiatique est leur pensée commune." ~ Premier ministre israélien David Ben Gourion, 1er juillet 1952.

- Israël et le Japon sont tous les deux d'« anciens pays qui ont ressuscité des cendres de la Seconde Guerre mondiale et ont reconstruit les bases de nos cultures antiques qui ont prospéré, réussi et avancé." ~ Ministre des Affaires Étrangères d'Israël Silvan Shalom, 17 janvier 2005.